# Olle Eriksson
För andra betydelser, se Olof Eriksson.
Olof Eriksson, känd som Olle Eriksson, född 19 mars 1925 i Steneby församling, Dalsland, död 14 mars 1983 i samma församling, var en svensk politiker (centerpartiet).
Eriksson var ledamot av riksdagens första kammare 1970, invald i Älvsborgs läns valkrets. Han var också ledamot av den nya enkammarriksdagen från 1971.